# الشرفية (محافظة الخرمة)
الشرفية قرية سعودية، تتبع محافظة الخرمة بمنطقة مكة المكرمة. تقع في جنوب شرق مدينة الطائف بمسافة نحو 275 كم.